# Православие в Норвегии
Правосла́вие в Норве́гии (норв. Den Ortodokse Kirke i Norge) — христианская деноминация, представленная на территории Норвегии церковными структурами пяти православных патриархатов — Константинопольского, Московского, Грузинского, Сербского и Румынского.
Координация церковной деятельности трёх официально зарегистрированных в Скандинавии епархиальных структур — Скандинавской митрополии (КП), Скандинавской епархии (СП) и Северо-Европейской епархии (РП), включающих в сферу своей пастырской деятельности территорию Норвегии, осуществляется в рамках Православного епископского собрания, учреждённого 10 января 2011 года.
Приходы Московского патриархата действуют в Норвегии в статусе ставропигиальных учреждений, объединённых в Норвежское благочиние.

## История православия в Норвегии
Норвегия после эпохи викингов имела контакты с соседними русскими церквями. Несколько предводителей викингов остались в Киеве и Новгороде, которые с конца 900-х были важными центрами православного христианства. С помощью политических, культурных и торговых связей, а также династических браков, Норвегия рано познала православную веру.
В 1560-е годы русский миссионер св. преподобный Трифон Печенгский построил для народа саами в норвежской земле православную часовню на реке Нейденельва. Русские священники и монахи посещали Север Норвегии ещё до Второй мировой войны.
В 1917 году после революции из России в Норвегию прибыло несколько тысяч православных беженцев. Русская православная церковь организовала пастырскую работу среди них посредством регулярно приезжающих из Стокгольма священнослужителей.

## Численность
На 1 января 2015 года число зарегистрированных православных в Норвегии составляло 17 476 человек.

## Константинопольский патриархат
Константинопольский патриархат представлен в Норвегии Скандинавской митрополией.
С 1965 года в городе Осло, в рамках Скандинавской митрополии, действует греческий приход с храмом Благовещения Пресвятой Богородицы. С 23 марта 2015 года, распоряжением митрополита Клеопы (Стронгилиса), настоятелем греческого прихода в Осло назначен архимандрит Александр (Лукатос).
Был основан приход в честь святого Нектария Эгинского в городе Ставангере, а 29 октября 2017 года в городе Бергене был открыт приход святого священномученика Хризостома Смирнского.

## Московский патриархат
Московский патриархат представлен в стране рядом приходов, обладающих ставропигиальным статусом и подчинённых непосредственно Патриарху Московскому через руководителя Управления по заграничным учреждениям.
Ольгинский приход
Приход в честь святой равноапостольной княгини Ольги в городе Осло был учреждён 14 декабря 1996 года и официально зарегистрирован 7 апреля 1997 года в государственном реестре Норвегии. На 2014 год число членов прихода превысило 3 тысячи человек. В качестве официального органа с 1998 года приход издаёт ежеквартальный журнал «Русская лепта». Главным храмом прихода является храм Христа Спасителя на историко-мемориальном кладбище, а в качестве структурного подразделения прихода действует Ирининская община в Ставангере. Также с 2003 по 2013 год в коммуне Фоллдал) в виде приписного к приходу действовал мужской скит в честь Олафа Норвежского.
Настоятелем прихода с 1997 года является архимандрит Климент (Хухтамяки).
Богоявленский приход
Приход в Бергене был образован в 2004 году. Первое богослужение было совершено на праздник Богоявления 6 (19) января 2004 года, а с 5 сентября богослужения стали регулярными. Для проведения служб приход пользовался предоставленной в бесплатную аренду лютеранской Mariekirken.
21 октября 2004 года приход был официально зарегистрирован в норвежском регистре, а 24 декабря решением Священного Синода принят в юрисдикцию Московского патриархата в качестве приписного к приходу святой мученицы Ирины в Ставангере.
С 21 августа 2007 года Богоявленский приход стал самостоятельным, а ставангерский Ирининский приход был уже приписан к нему. С 2008 года богослужения проводились в католическом храме святой Суннивы.
В мае 2012 года, в связи с тем, что католическая община запланировала возобновить постоянные богослужения в храме святой Суннивы, православный приход перенёс свои службы в лютеранскую кладбищенскую часовню в районе Лоддефьорд. Позднее регулярные богослужения вновь совершались в храме Св. Суннивы.
8 июля 2016 года приходом было куплено собственное храмовое помещение — бывший молитвенный дом в районе Søreide
6 апреля 2025 года Богоявленский приход решением Приходского собрания 135 голосами против 14 вышел из состава Московского Патриархата.
Анненский приход
Приход в честь святой Анны Новгородской в Тронхейме с момента своего учреждения использует для богослужения норвежскую лютеранскую Баккекирке. Настоятелем прихода с 2005 года является священник Александр Волохань. В рамках прихода действуют православные общины в Тромсё и Стиклестаде. В 2014 году в связи с государственной регистрацией прихода, Анненский приход официально включён в состав норвежского благочиния.
Трифоновский приход
Приход в честь преподобного Трифона Печенгского в Киркенесе не имеет своего священнослужителя и временно окормляется приезжающими из Мурманска клириками Мурманской епархии.
Часовня на Шпицбергене
Начиная с 1989 года посёлки Баренцбург и Пирамида на Шпицбергене стали посещаться представителями Русской Православной Церкви. Во втором по численности городе архипелага Шпицберген — Баренцбурге, где проживают около 500 жителей из России и с Украины, а также действует российская компания Арктикуголь, добывающая с 1932 года уголь, после крушения 29 августа 1996 года российского самолёта со 141 пассажиром на борту, была возведена православная часовня в честь Нерукотворенного образа Спасителя, а в культурном центре устроен домовый храм в честь Успения Пресвятой Богородицы.
На Шпицбергене нет постоянного священника, а богослужения совершаются приезжающими русскими священнослужителями из Норвегии или Финляндии.

## Сербский патриархат
В 1990-е годы в Осло был учреждён сербский приход в честь святителя Василия Острожского, первоначально окормляемый приезжающими из Швеции сербскими клириками Британско-Скандинавской епархии.
Первым постоянным сербским священнослужителем для Норвегии стал протоиерей Драган Предич, приехавший в Осло в 1999 году. Позднее приходом был приобретён частный особняк в центре норвежской столицы в котором был устроен домовый храм, освящённый епископом Досифеем (Мотикой) в честь святого Василия Острожского.
В 2000-е появился сербский приход святого Димитрия Солунского в Кристиансанде, члены которого выстроили свой новый деревянный храм, освящённый епископом Досифеем 13 ноября 2016 года.

### Никольский приход
В 2018 году в юрисдикцию Сербского патриархата вошёл Никольский приход, зарегистрированный изначально в городе Осло в структуре Западноевропейского экзархата. Основанный 8 апреля 1931 года эмигрантами из Российской империи, приход к настоящему времени является крупным мультилингвальным сообществом верующих с более чем 1,2 тысячами зарегистрированных членов и подразделениями (общинами) в городах Бергене, Тромсё, Будё, Ставангере и Нейдене. С 1976 года в рамках Никольского прихода действует первый в стране мужской монастырь — скит святого Трифона Печенгского. С 24 февраля 2013 по 1 октября 2015 года продолжались работы по строительству нового Никольского храма в столице Норвегии. Официальный орган прихода — ежеквартальный журнал «Hellige Nikolai menighets blad».

## Румынский патриархат
Приходы Румынского патриархата на территории Норвегии входят в состав Северо-Европейской епархии и управляются епископом Скандинавским Макарием (Дрэгим).
В конце 2006 года в Осло был основан приход в честь Воскресения Христова и святых Иоанна Валахского и Халварда Норвежского. Настоятель с 2007 года — священник Мариус Тейчан (рум. Marius Alin Ţeican).
Имеются также приходы в городах Олесунн (в честь свв. мучеников Зотика, Атала и Филиппа), Бергене (в честь мучеников Филофея, Татьяны Крайовской и Суннивы Норвежской ), Кристиансанде, Ставангере (в честь Благовещения и святых Свинтии и Свитуна Уинчестерского), Тромсё и Тронхейме (в честь Стефана Великого и Олафа Норвежского).

## Общины с неопределённым каноническим статусом
7 июля 2011 года иеромонахом швейцарского происхождения Дамаскином был основан Монастырь Святой Суннивы городе Селье, фюльк Согн-ог-Фьюране, а в конце 2013 года с устного разрешения патриарха Грузинского Илии II в коммуне Нурдал была основана первая в стране норвежская православная женская монашеская община — монастырь Святого Олафа и Пророка Илии.
24 марта 2016 года патриарх грузинский Илия II исключил монастыри из юрисдикции Грузинской православной церкви и рекомендовал клириком монастырей войти в юрисдикцию Константинопольской православной церкви.

## Вне общения со Вселенским православием

### Киевский патриархат
15 декабря 2015 года Священный Синод не входящей в каноническое общение с православными поместными церквями Украинской православной церкви Киевского патриархата учредил на территории Норвегии (также Дании и Швеции) благочиние своих приходов (швед. Kievpatriarkatets skandinaviska dekanat). Архипастырское окормление новообразованной структуры поручено архиепископу Ровенскому и Острожскому Илариону (Процику) председателю Управления по внешним церковным связям УПЦ КП.